# 東西対抗お笑いルーレット
『東西対抗お笑いルーレット』（とうざいたいこうおわらいルーレット）は、1975年3月5日から同年3月26日までフジテレビ系列で放送されていた関西テレビ製作の演芸番組である。全4回。放送時間は毎週水曜 22:00 - 22:55 （日本標準時）。

## 概要
田村正和主演のテレビドラマ『運命峠』が同年2月に終了したため、春の改編までのつなぎ番組として放送。司会は桂三枝（後の六代桂文枝）と児島美ゆきが務めていた。
1975年1月1日（水曜日）に、同じ22:00 - 22:55の枠で正月番組として放送された『新春東西対抗お笑いルーレット』をレギュラー化。芸人たちが活動拠点（東京・大阪）ごとに東西のチームに分かれ、ルーレットの周りに立ってルーレットが指したお題に従って即興で漫才、コント、落語、小噺などを披露する。3分以内に思い付かなかった場合はアウトとなる。
放送終了から6年後の1981年4月、本番組のリバイバル版である『激突!お笑いルーレット』が同じく水曜22:00枠でスタートした。

## 出演寄席芸人
- 四代目三遊亭金馬
- 三遊亭圓歌
- Wけんじ
- 田辺一鶴
- 横山ノック
- コメディNo.1
- 中田カウス・ボタン
- 月亭八方
- 四代目桂米丸
- ケーシー高峰
- 青空球児・好児
- 横山やすし・西川きよし
- Wヤング
- 林家こん平
- 林家ペー
- 林家パー子
- 海原お浜・小浜
- 青空千夜・一夜
- 内海桂子・好江
- 月亭可朝